# Arnoldstein
Arnoldstein  (em esloveno Podklošter; em italiano Oristagno) é um município da Áustria localizado no distrito de Villach-Land, no estado de Caríntia. Localiza na tríplice fronteira entre Itália, Eslovênia e Áustria.